# Crocidura maquassiensis
Crocidura maquassiensis је сисар из реда Soricomorpha и фамилије Soricidae.

## Угроженост
Ова врста је наведена као последња брига, јер има широко распрострањење и честа је врста.

## Распрострањење
Ареал врсте је ограничен на мањи број држава. 
Врста је присутна у Зимбабвеу, Јужноафричкој Републици и Свазиленду.

## Станиште
Станишта врсте су шуме, планине, травна вегетација и речни екосистеми.